# Jag lever och upphöjer
Jag lever och upphöjer är en psalm från 1819 diktad av Frans Michael Franzén.
|  |
|  |

## Publicerad i
- 1819 års psalmbok som nummer 419 under rubriken "Morgonpsalmer".[1]